# America One
America One fue una cadena de televisión estadounidense. En total, la cadena poseía más 170 afiliadas, contando tanto emisoras de Clase A, como de alta y baja potencia, y afiliadas por televisión por cable y satélite. Al menos 20 estaciones emitían la programación completa de America One, consistente en 168 horas semanales de programas deportivos, musicales e informativos, series clásicas, y películas de vaqueros.